# Tobias Escher
Tobias Felix „Tobi“ Escher (* 1988) ist ein deutscher Sportjournalist, Blogger und Sachbuchautor.

## Leben
Escher studierte zunächst an der Gottfried Wilhelm Leibniz Universität Hannover Sportwissenschaft und Englisch. Bekanntheit erlangte er ab Juni 2011 als Mitbegründer des Fußball-Taktikblogs spielverlagerung.de. Als freier Journalist schreibt er unter anderem für Zeit Online, Die Welt und das Fußballmagazin 11 Freunde. Im Fernsehen analysiert er die Spiele der Fußball-Bundesliga für Sky Deutschland, im Internetsender Rocket Beans TV sowie von August bis Dezember 2021 auch im „Mainzer Keller“ des ZDF (gemeinsam mit Max-Jacob Ost und Lena Cassel).
Das Medium Magazin wählte Escher bereits 2013 unter die besten zehn Sportjournalisten Deutschlands, der Branchendienst Meedia empfahl ihn 2017 als potentiellen Nachfolger für den ARD-Fußballexperten Mehmet Scholl.
Im Rowohlt Verlag publizierte Escher mehrere Sachbücher zum Thema; unter anderem sein Erstling Vom Libero zur Doppelsechs und Eine Taktikgeschichte des deutschen Fußballs.
Seit 2018 schreibt Escher wöchentlich für Spiegel Online. Am 21. April 2020 erschien Eschers Buch Der Schlüssel zum Spiel: Wie moderner Fußball funktioniert.
Escher vertritt gelegentlich Max-Jacob Ost bei der Moderation des Rasenfunk-Podcast. Gemeinsam mit Martin Rafelt (Trainer) und Simon Meier-Vieracker (Sprachwissenschaftler) analysiert er im Podcast Die Phrasendrescher seit März 2021 Fußballsprache und -phrasen.
Escher ist mit der Filmkritikerin Antje Wessels liiert. Aus einer früheren Beziehung hat er einen Sohn.

## Werke
- Vom Libero zur Doppelsechs. Eine Taktikgeschichte des deutschen Fußballs, Rowohlt 2016, ISBN 978-3-499-63138-2.
- Die Zeit der Strategen. Wie Guardiola, Löw, Mourinho und Co. den Fußball neu denken, Rowohlt 2018, ISBN 978-3-499-63307-2.
- zusammen mit Daniel Jovanov: Der Abstieg. Wie Funktionäre einen Verein ruinieren, Rowohlt 2018, ISBN 978-3-499-63449-9.
- Der Schlüssel zum Spiel: Wie moderner Fußball funktioniert  , Rowohlt, Hamburg 2020, ISBN 978-3-499-00198-7.
- Was Teams erfolgreich macht. Die Formel hinter dem Triumph von Bayern München, Liverpool und Co., Rowohlt, Hamburg 2022, ISBN 978-3-499-00853-5.
- Die Weltmeister von Bern. Biografie einer Jahrhundertmannschaft, Rowohlt, Hamburg 2024, ISBN 978-3-499-01442-0.